# Apisa cinereocostata
Apisa cinereocostata är en fjärilsart som beskrevs av Holland 1893. Apisa cinereocostata ingår i släktet Apisa och familjen björnspinnare. Inga underarter finns listade i Catalogue of Life.